# 玉龙山天恩寺
玉龙山天恩寺是一座位于马来西亚砂拉越诗巫民都鲁路26公里处，集佛教、儒教和道教于一体的华人寺庙。该庙的建筑群不仅被誉为东南亚最美庙宇，也是马来西亚最大的寺庙，拥有全东南亚最大的寺庙建筑群。

## 历史
该庙宇建筑群于2004年10月建成，建庙想法由管理民都鲁和美里庙宇委员会的70岁老人许守恩（Hii Siew Onn）提出。庙宇材料大部分从中国进口，并由中国公民和当地伊班人共同建造。

## 建筑景观

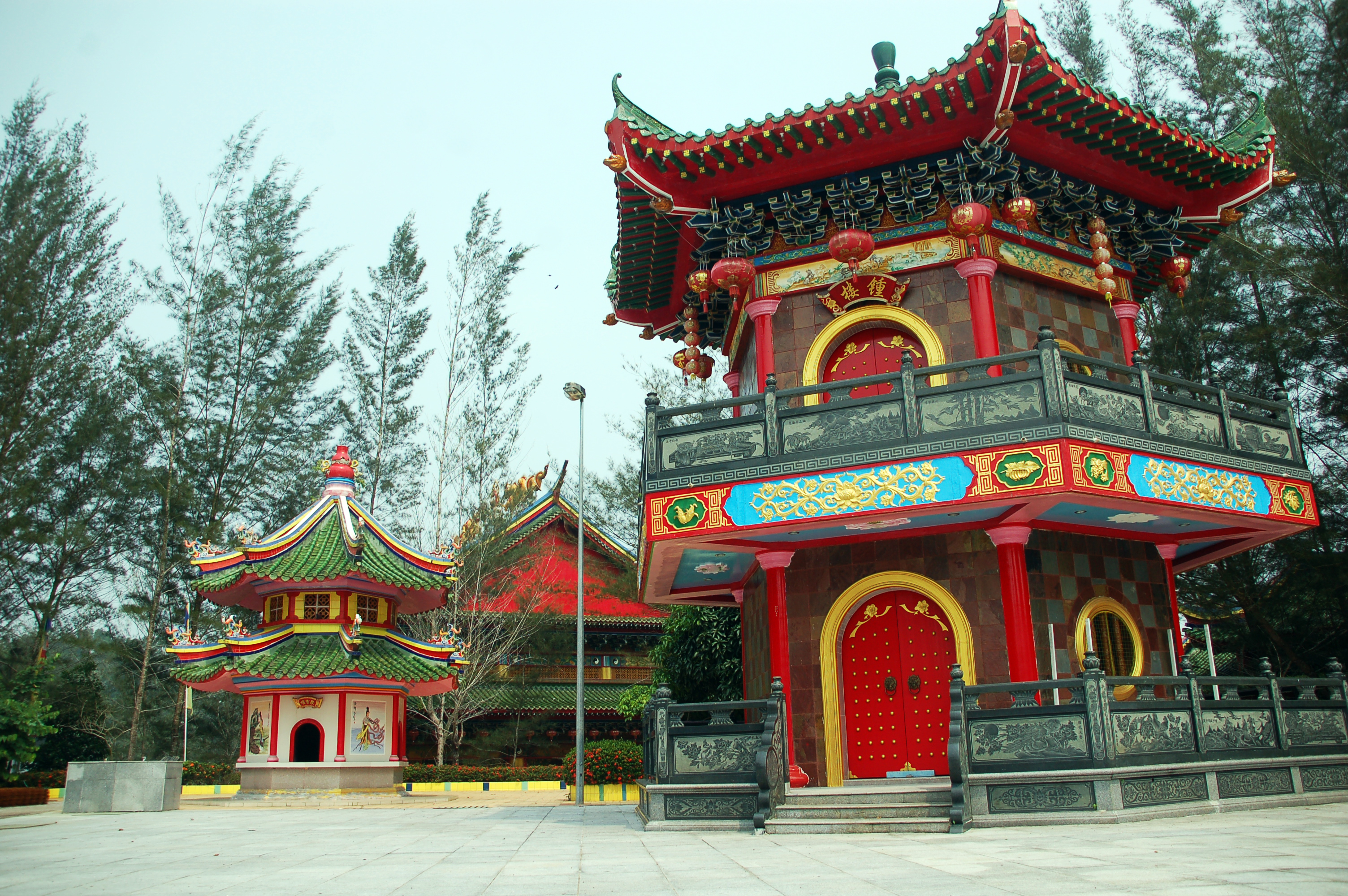
钟楼。
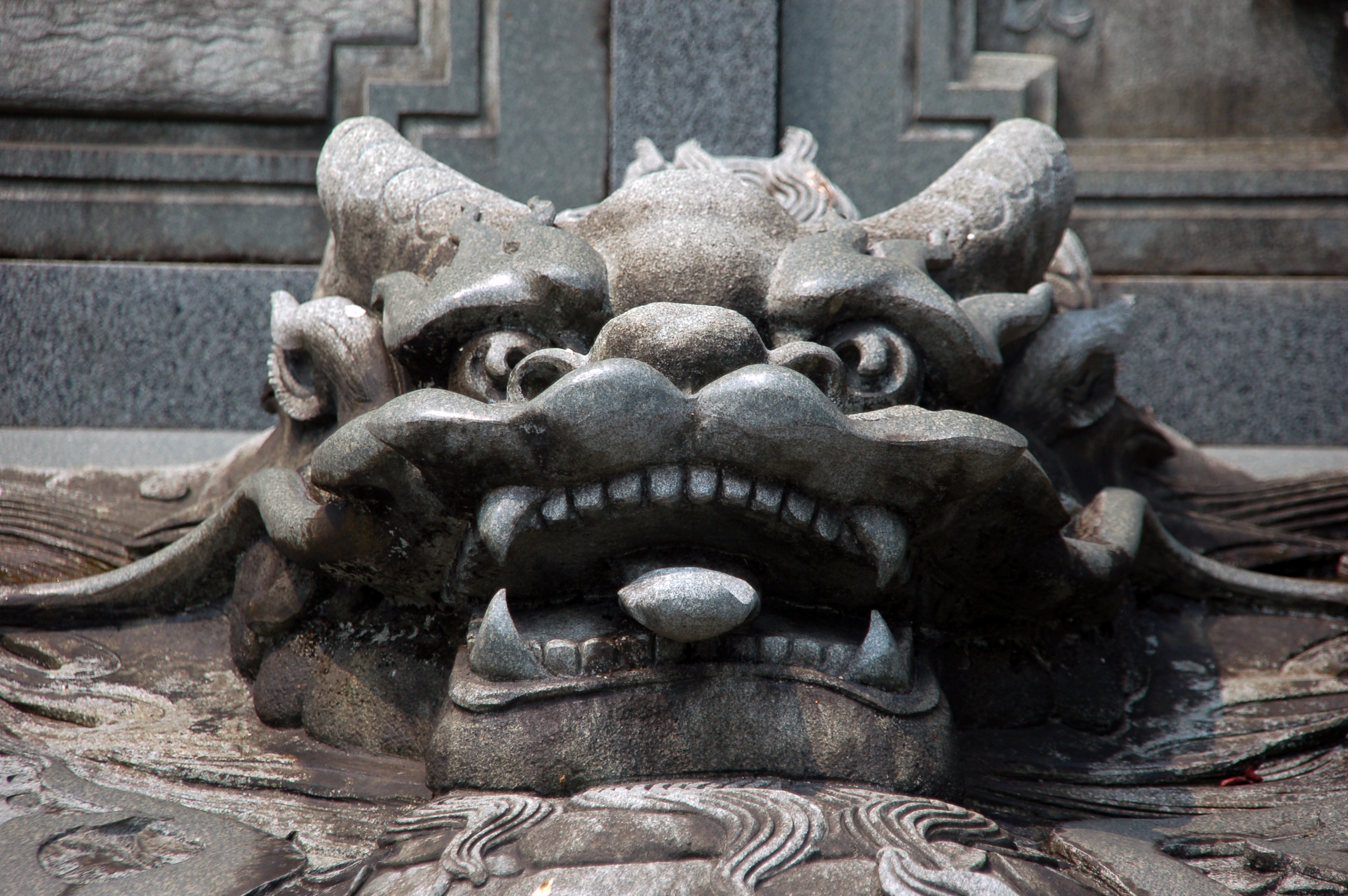
中国龙石雕。
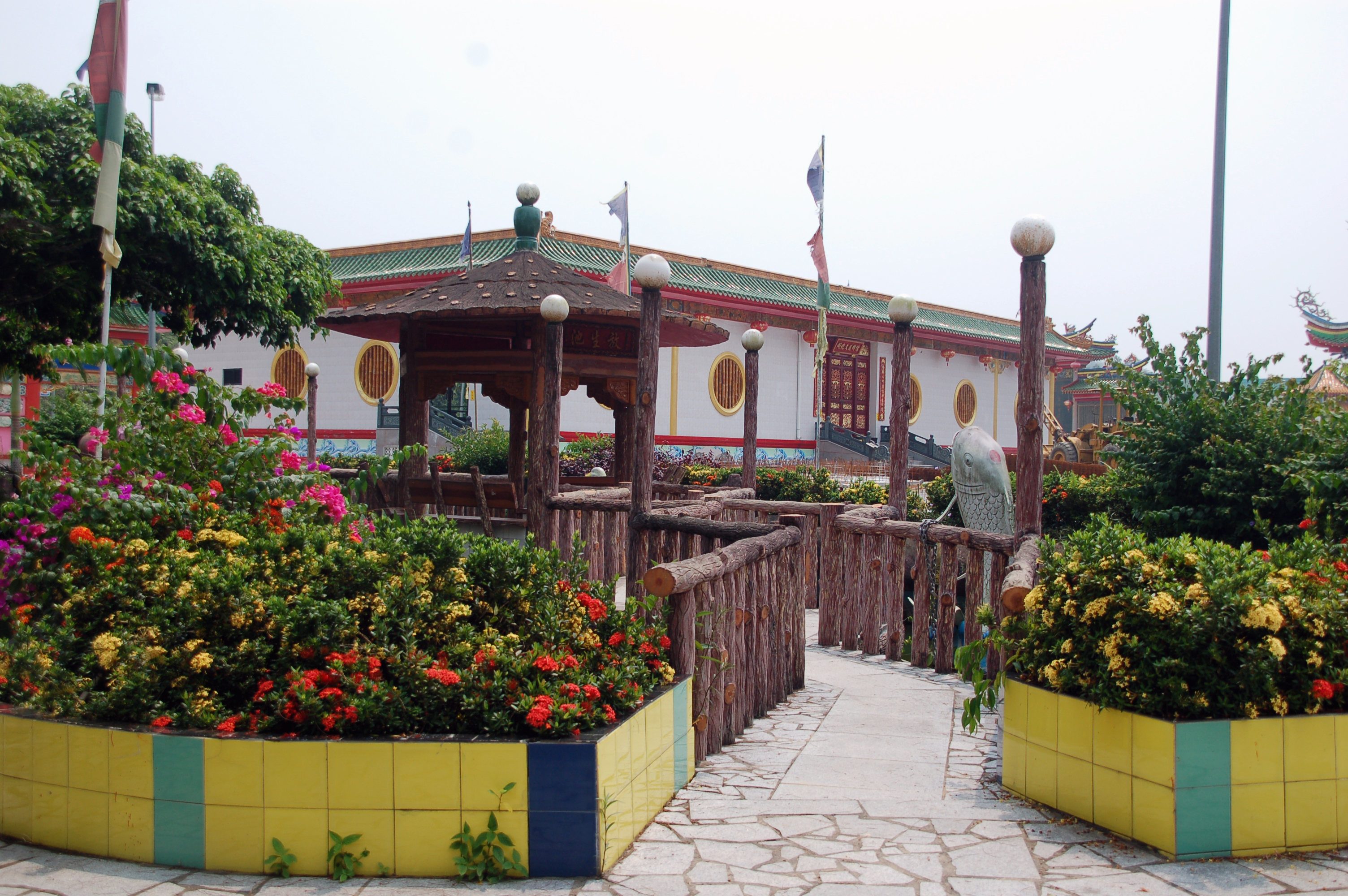
中式园林。
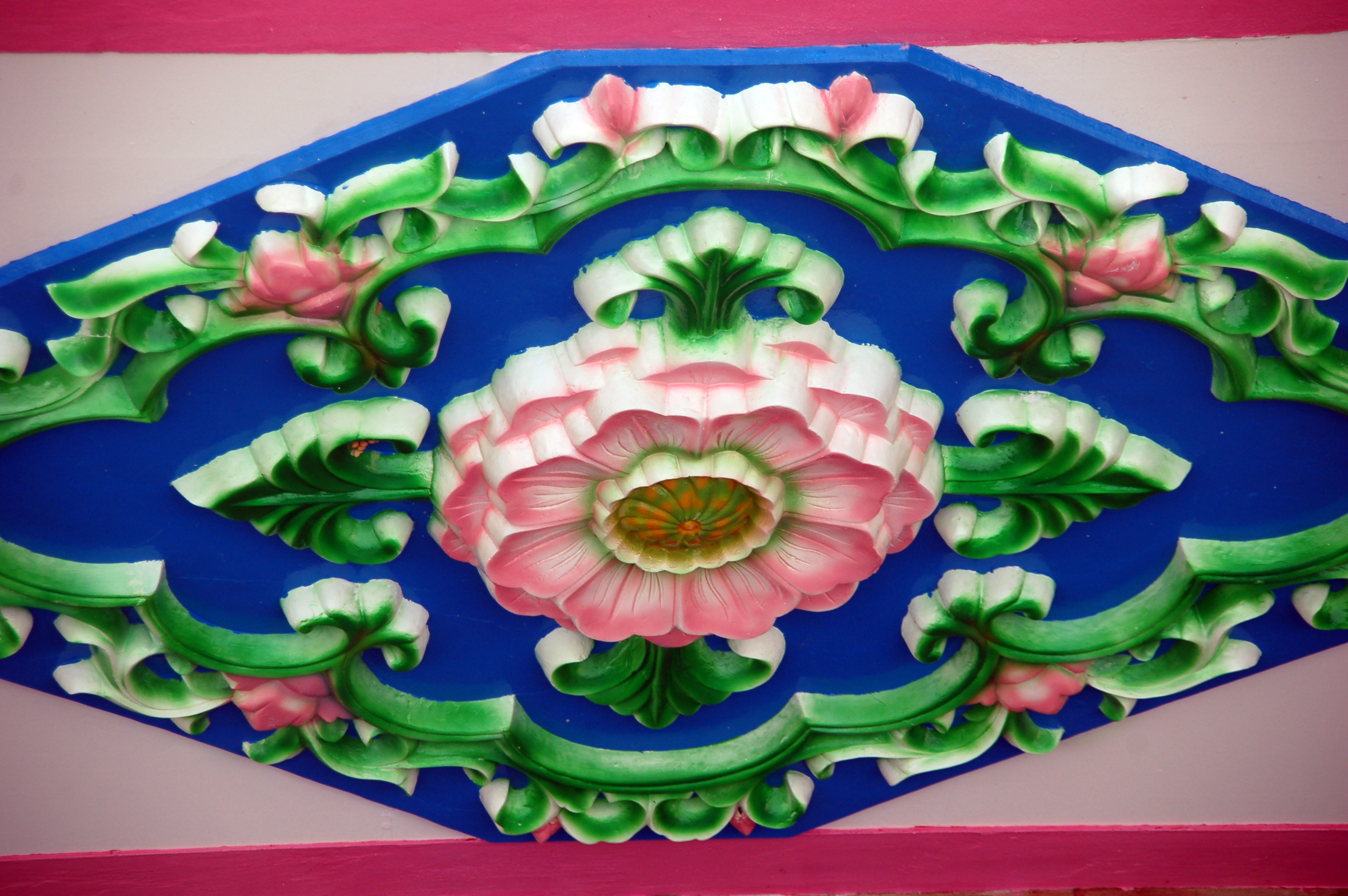
莲花壁雕。
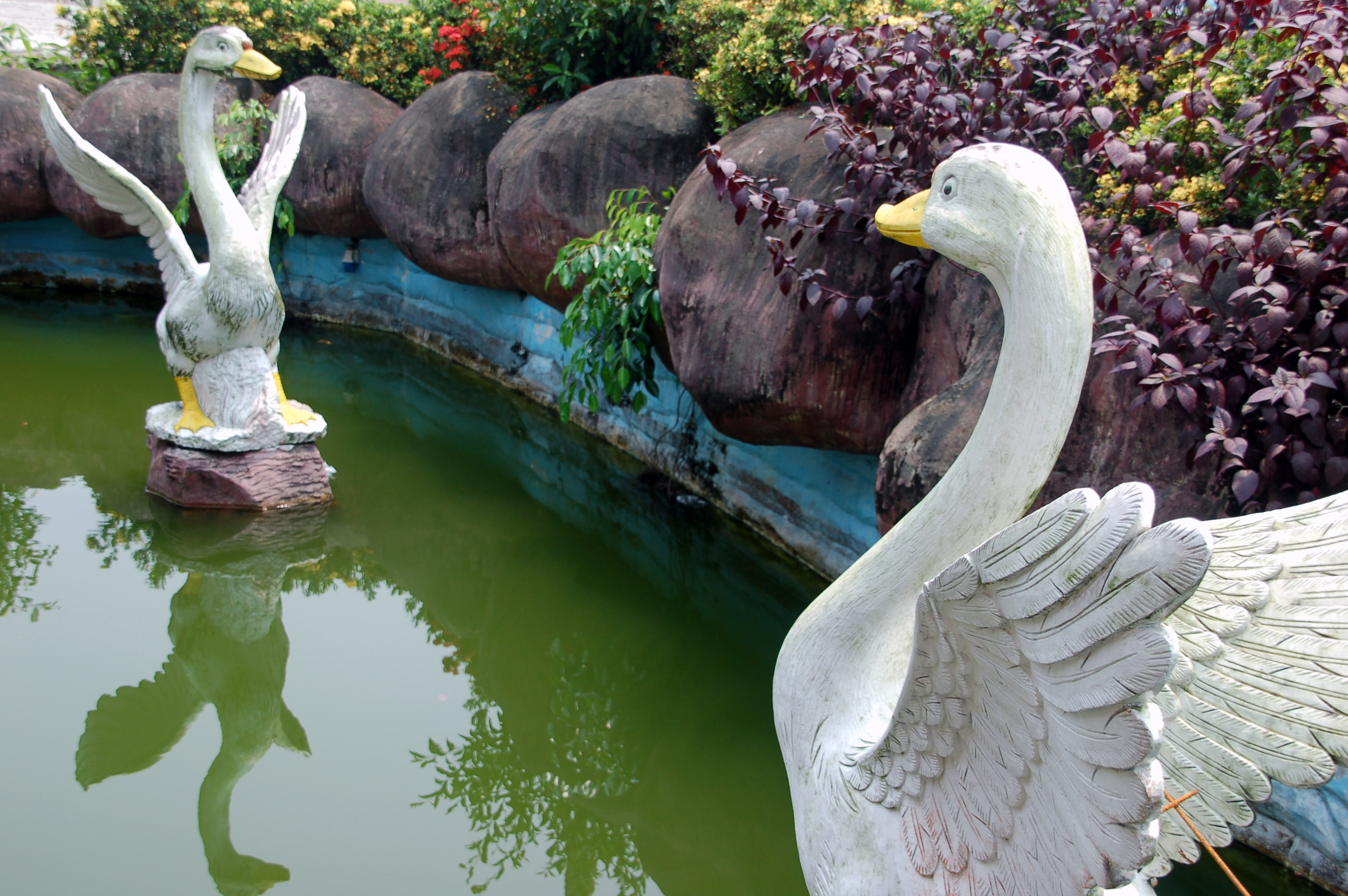
天鹅雕塑。
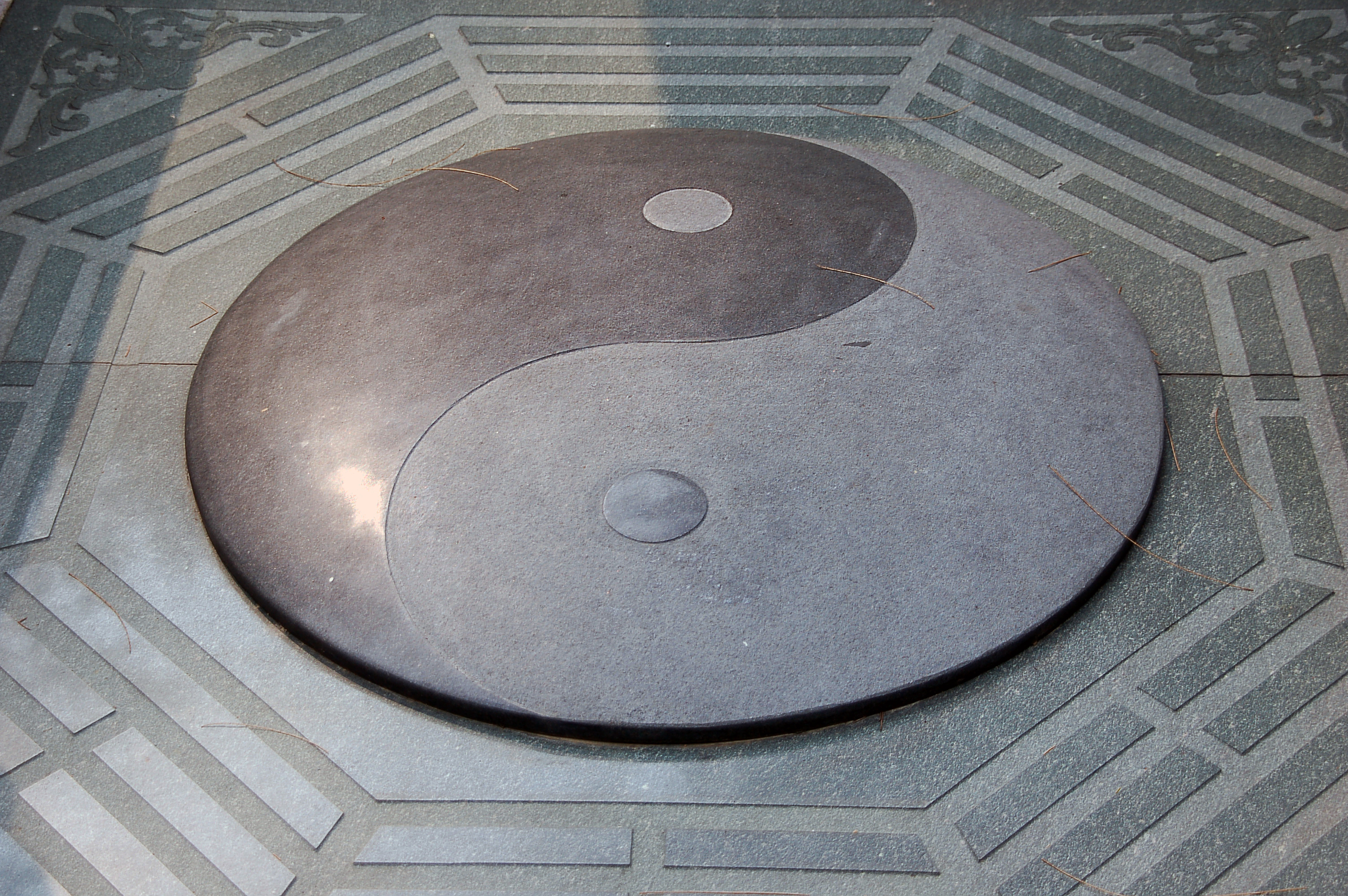
刻在石头上的阴阳符号。
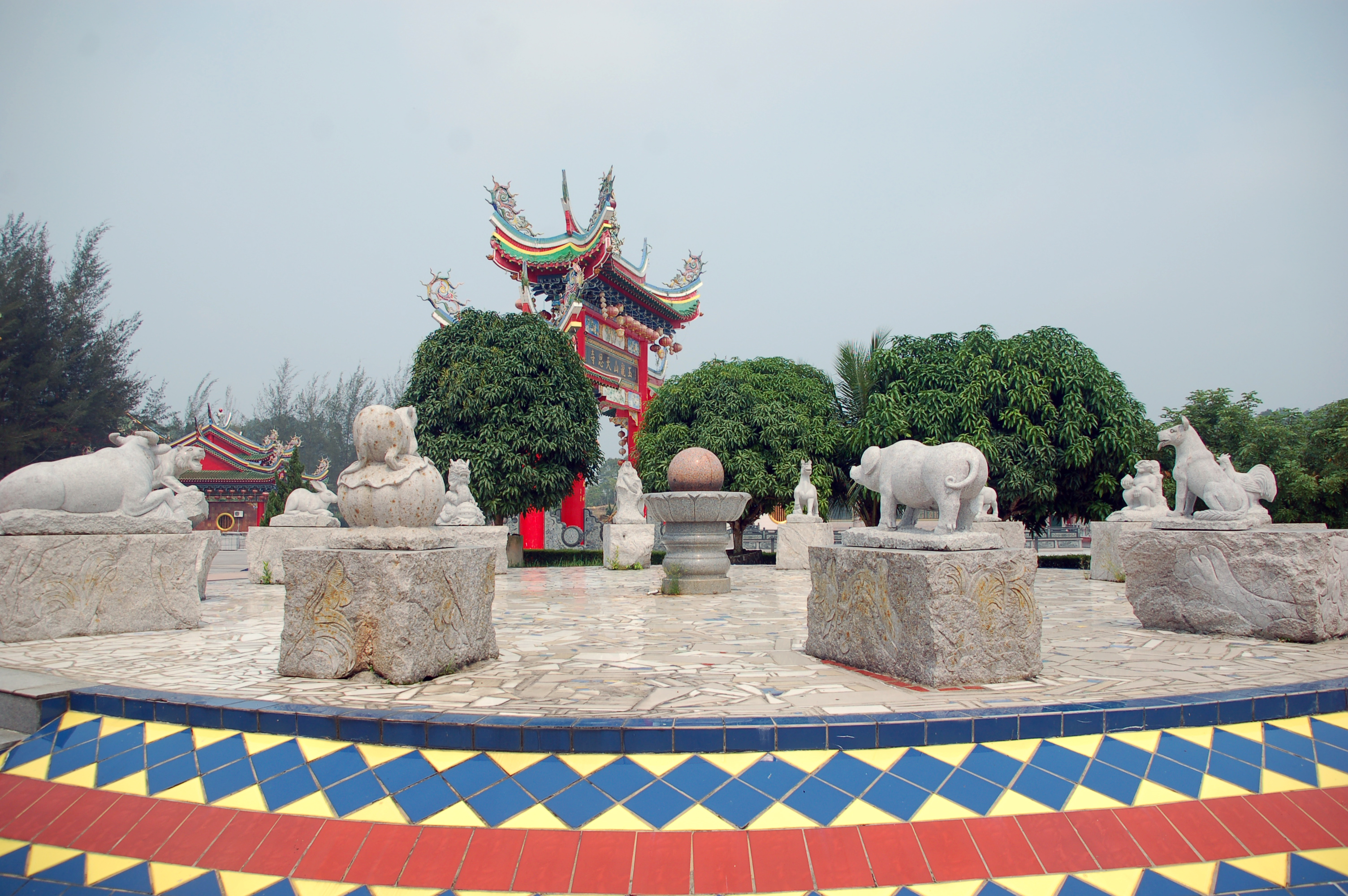
十二生肖雕像。